# Možac
Možac Mužac /Možnica,  (furlansko Mueç, italijansko Moggio Udinese, nemško Mosach/ Mosnitz) je naselje in istoimenska občina  v severovzhodnem delu Furlanije, na slovensko - italijanski narodnostni meji, ki ima skupaj okoli 1.770 prebivalci.

## Seznam naselij v občini
Občino sestavljajo naslednji gorski zaselki in vasi, od katerih so nekateri že opuščeni:
- Bevorchians (690 m)
- Campiolo (290 m)
- Dordolla (620 m)
- Grauzaria (525 m)
- Moggessa di Quà (510 m)
- Moggessa di Là (530 m)
- Monticello (840 m)
- Ovedasso (420 m)
- Pradis (477 m)
- Chiaranda (422 m)
- Stavoli (567 m)

## Geografija
Občina Možac se nahaja na stičišču Aupaške doline in Železne doline. Občinsko središče je razdeljeno na dva dela, in sicer na Spodnji Možac ter Gornji Možac, razvilo pa se je ob reki Beli in ga obdajajo visoki vrhovi Julijskih Alp s Kaninom na vzhodu ter Karnijskih Alp na severu. Na jugu občine dominira gorska skupina Plauris (1.958 m), na zahodu pa Dolomiti Amariana, z najvišjim vrhom 1.906 m. Na severu se nahajata impozantna vrhova Karnijskih Alp Creta Grauzaria (2.065 m) in Zuc dal  Bôr (2.195 m). Prebivalci se ukvarjajo predvsem z lesno industrijo, ki pa nazaduje, povečujejo pa se trgovina, gradbena in kovinska industrija, v manjšem delu tudi turizem. 
Občinsko središče je bilo ob potresu leta 1976 zelo porušeno, vendar so zgodovinsko jedro in najpomembnejše kulturno-zgodovinske spomenike doslej že obnovili.

## Zgodovina
V antiki je v kraju verjetno bila postaja na rimski cesti iz Ogleja v provinco Norik. V Kanalski dolini so se po letu 590 naselili Slovani oziroma predniki Slovencev. Poselitev je bila v naslednjih stoletjih mešana s staroselci romanskega in furlanskega izvora. Do 11. stoletja so se na območje skupaj z oblastniki doseljevali tudi germansko/nemško govoreči kolonisti. Vendar je sklepati, da je bila večina prebivalstva vendarle slovansko/slovenska, saj imamo tudi na tem območju prevladujoča slovenska ledinska imena ali krajevna imena, ki so bila kasneje tudi romanizirana in germanizirana, pa vendar to dokazuje prisotnost slovenskih prebivalcev. Na območju je potekala zahodna meja slovansko/slovenske poselitve. 

V zgodovinski okvir sodi tudi legenda iz Možaca, ki pripoveduje o grofu Kacelinu iz 11. stoletja. Po tej legendi je bil grof Kacelin koroški plemič, palatinski grof in vrhovni predstavnik vladarjevega dvora, lastnik velikih posestev v svoji domovini Koroški kot tudi v Furlaniji, vključno z gradom Možac. Okoli 1070 ali 1072 se je namenil v Sveto deželo, zaradi česar je vse imetje svojih gospostev prenesel na svojega bratranca Friderika, Oglejskega patriaha. Ta naj bi na mestu gradu Možac dal zgraditi benediktinski samostan, ki mu je prenesel prihodke prejšnjega gradu. Vendar je ta zgodba dvomljiva, oporoka Kacelina, ki podpira legendo, pa je ponaredek. Gotovo pa je, da je patriarh Ulrik I. po novigradskemu škofu Andreju (Istrska škofija Novigrad (Cittanova) – takrat imenovana Emona) ustanovil samostan v Možacu.  Morda še bolj kot določa zapuščina darovalca, je patriarh sledil lastnim nagibom in posvetil svetišče Sv. Gallu, ki je veliko bolj znan v Švici, kjer je bil patriarh prej opat. Da bi povečal ugled nove opatije, ji je patriarh namenil velike posesti na Koroškem, v Frulaniji in v Karniji.
Tako kot ostalo območje sta bila opatija in Možac od leta 1420 v lasti Beneške republike. Pod beneško okupacijo je imela opatija dva opata, ki sta prihajala iz Benetk oziroma bila njihova varovanca. Pod njima je opatija nadalje izgubljala posest in privilegije. Med »nastavljenimi« opati je treba omeniti sv. Karla Boromejskega iz Arone, ki je opatoval med 1561 in 1566, vendar si je slavo pridobil drugod. S smrtjo grofa Felice Faustino Savorgnano (1773) je bila opatijska cerkev spremenjena v župnijsko cerkev. Fevdalna lastnina opatije pa je bila na dražbi prodana za 44.000 dukatov gospodom Mangili in Leoni, ki so si navzeli naslov markizi Sv. Galla. 
Območje Možaca je ostalo pod oblastjo serenissime do leta 1797, ko je bila Beneška republika ukinjena. Od 1797 je po Campoformijskem miru območje pripadlo umetni habsburški tvorbi, Beneško-lombardskem kraljevstvu. Po propadu cesarja Napoleona je po določilih Dunajskega kongresa (1815) območje ponovno pripadlo Avstriji. Od leta 1866 je pripadalo Kraljevini Italiji, od 1946 pa je del Italijanske republike. 

Ker je v neposredni bližini potekala meja, se je že od leta 1908 pričelo na obeh straneh graditi obsežne vojaško-obrambne sisteme, vključujoč trdnjavo na gori Sflincis pri Možacu. Prva svetovna vojna je do danes pustila številne vidne sledi. Leta 1917 so Italijani razstrelili železni most preko Bele pri Možacu, zaradi poraza pri Kobaridu, saj so se bali možnosti preboja fronte tudi na tem področju.
Šele leta 1869 je papež Pij IX. obnovil naziv opatijska cerkev za župnijo Možac.

## Znamenitosti
- Benediktinski samostan Možac Svetega Galla (San Gallo) je bil ustanovljen v Spodnjem Možacu leta 1119. Od najstarejših zgradb sta ostala le še zvonik in krstilnica. Nekdaj opatijska, sedaj župnijska cerkev ima največje orgle v Furlaniji in ogromen kovani lestenec. V cerkvi, v stranski kapeli, je kot znamenitost tudi dragocen velik lesen križ, izrezljan iz orehovine iz leta 1466. V samostanskem traktu od leta 1987 deluje samostan klaris.
- Palača z ječo in srednjeveški stolp v Spodnjem Možacu.
- gorska vas Dordolla
- gorska vas Bevorchians

## Znani krajani
- Egiziano Pugnetti, furlanski pesnik, (1847-1917)

## Foto galerija
- Spodnji Možac (2008)
- Spodnji Možac po potresu 1976
- Center Spodnjega Možaca
- Freska na levem koru v opatijski cerkvi
- Srednjeveški stolp
- Sedež občine Možac